# 龍と苺
『龍と苺』（りゅうといちご）は柳本光晴による日本の漫画。『週刊少年サンデー』（小学館）にて、2020年25号から連載中。棋士の才能を秘めた女子中学生の主人公が、女性のプロ棋士が1人もいない将棋界に挑む将棋漫画。監修はクレジットされていないが、棋士の監修を受けている。

## あらすじ
将棋との出会い（1話〜12話）
生温い日常に鬱屈を感じていた女子中学生・藍田苺は、ある日クラスでいじめをしていた同級生を椅子で殴り飛ばしてしまう。スクールカウンセラーの宮村辰夫は、将棋を指しながら話を聞くことを提案、将棋を一切知らない苺に基本的なルールを教え指導対局気分で話をはじめるが、苺は「この勝負に互いの命を賭ける」と条件を付け、徐々に宮村を圧倒。結果は二歩の反則で苺の負けとなり苺は窓から飛び降りようとするが、その才能とハングリーさを目の当たりにした宮村は次の日曜日に市民センターで行われる将棋の大会に苺を出場させる。苺は才能だけで勝ち進み、大会運営で元奨励会員の須藤にも休憩時間中に覚えた定跡を使って勝利する。決勝戦では名人の娘である大鷹月子と対戦、序盤こそ月子に優勢を譲るも最終的には勝利、優勝してしまう。大会を見に来ていたプロ棋士・伊鶴航大は苺に興味を示し、月子が負けた局面から再開、劣勢を巻き返し苺は敗北を喫する。
伊鶴との再戦を望む苺は将棋会館に乗り込み伊鶴との対局を望むが、伊鶴には「10年後、名人の座で待つ」と宣言される。10年も待てない苺は学校のただ一人の将棋部員・滝沢圭太から竜王戦のアマチュア枠で出場すればプロと対局できると聞き、竜王戦出場を目指す。
アマチュア竜王戦（13話〜38話）
苺は滝沢とともに、アマチュア竜王戦神奈川県予選に出場する。
滝沢が、アマ王将のタイトルを持つ塚原大樹の前に1回戦で敗退したのに対し、苺は対局中にも目覚ましい成長を見せて勝ち上がり、決勝では塚原に勝利して、全国大会への出場権を手にした。
苺の桁違いの才能を目の当たりにし、一時は心が折れかけた滝沢だったが、大会後は苺にパソコンソフトと自分との二面指しを提案し、苺を追って更なる研鑽を積むことを決意。
1ヶ月後のアマチュア竜王戦全国大会、苺は休憩中に竜王のタイトルを持つ棋士山野辺彰人に挑むが、片手間で指されて惨敗するという屈辱を味わう。
しかし本戦では持ち前の勝負強さを発揮して勝ち進み、決勝では再び塚原を下して優勝、（ブロの棋戦である）竜王戦への出場を決めた。
修行（39話〜54話）
アマ竜王戦の最中、苺は大会に参加していた月子より、プロ棋士養成期間である奨励会への入会を勧められていた。
入会試験には師匠である棋士の推薦が必要であることから、滝沢の師である古閑武人七段の元を訪れ、一局交えるが敗北。弟子となることを許されたが、苺は「私の師匠はじーさん（宮村）だから」と、弟子入りに抵抗を示す。
苺は奨励会に一定の興味を示したものの、奨励会員たちが文字通り命賭けで将棋を指していることを知ったことから、将棋をケンカの道具と考えている自分に入会する資格はないと考え、奨励会には入らないことを決める。
滝沢とその姉弟子である水沢蒲公英、そしてパソコンソフトとの三面指しや、古閑との対局などを重ね、竜王戦に向けて力をつけていく。
竜王戦予選6組（50話〜69話）
竜王戦は過去の実績をもとに1組から6組に分かれて予選が行われる。アマチュア枠の苺が参加するのは1番下の6組で、本戦に出場できるのは優勝者のみという、厳しい戦いであった。
1回戦から苺は、プロの棋士を相手に快進撃を続けた。準決勝では若手のホープと目される神崎明日人四段に苦戦を強いられるが、僅差で勝利。
続く決勝では、高地修斗四段を破り、本選への出場権を手にした。この対局中、高地の「師に恵まれなかったな」という言葉に苺は発奮、対局後、宮村を念頭に「師匠が良いモンですから！」と言い返している。
竜王戦本戦（70話〜123話）
伊鶴への雪辱を目的に竜王戦に参加した苺だったが、最上位の1組で優勝した伊鶴と対局するには、実績に基づいて多数のシードが組まれた変則トーナメントで4勝する必要があった。
1回戦ではマリオネット五段、2回戦では道玄坂達哉六段を破り、続く3回戦では、A級棋士である宮下裂鬼九段に挑むこととなる。
圧倒的な棋力の差を前に劣勢に立たされた苺であったが、早々に勝ちを諦め、引き分け再対局となる持将棋に持ち込んだ。再対局ではさらに、千日手を成立させ、異例の再々対局となる。1日に3度の対局で苺は疲労困憊であったが、宮下もまた精彩を欠いており、午前4時までに及ぶ熱戦の末、苺が宮下を下した。
4回戦の相手は、かつて特別対局室に乱入した苺を殴った因縁の相手、海江田大河王座である。かつて十数年に渡って同世代の棋士のみでタイトルを独占し、全ての将棋指しの憧れとなった「大鷹世代」の一人であった。
局面は海江田優勢で進んでいるかに見えたが、苺は、対局前に海江田と旧知の仲である大鷹風雅名人の自宅に押しかけ、ヒントを掴んでいた。かつて海江田が少年時代に得意としていた戦法「ストレートフラッシュ」を狙える局面に誘導し、勝ちを収める。
念願だった伊鶴との対局は、苺が早々に劣勢に立たされ、防戦一方となる。密かに入玉宣言法による宣言勝ちを狙うも、成立直前に伊鶴に気づかれてしまう。定跡のない力戦となる中、苺は詰みを避けられない必死の状況となるが、それでも宣言勝ちを狙える道を見つけ出し、勝利を手にする。
竜王戦挑戦者決定戦（124話〜153話）
挑戦者決定戦は若き天才、斎藤蓮二冠との三番勝負となる。地に足が着かないまま臨むこととなった第一局は、終盤の猛追も及ばず敗戦し、苺は後がなくなった。
続く第二局は、定跡から敢えて外して斎藤の研究外の局面に持ち込みつつ、斎藤の正着を探す力を信頼して100手以上を一点読みするという離れ業を見せたが、それでも結果は薄氷の勝利であった。
同じことを二度はできないと悟った苺は、第三局に向けて、ある局面のみを集中的に研究する。それは斎藤が準決勝で大鷹に勝利した際の終盤の局面であり、見慣れぬ新局面に誘おうとする大鷹の手から、斎藤が迷った末に逃げた場面であった。
苺は第三局、斎藤の後悔と好奇心を煽り、大鷹戦と全く同じ局面を再現させる。苺が研究し尽くした終盤の局面にも関わらず、斎藤の雪辱心に火がついたこともあり、拮抗した将棋が続いたが、最後は斎藤が投了した。
竜王戦タイトル挑戦（154話〜180話）
山野辺へのタイトル挑戦7番勝負が始まった。
斎藤と毎日アプリで対局しつつ、滝沢、蒲公英と研究を重ねてきた苺だったが、圧倒的な棋力の差がある上、徹底して苺の研究を外そうとする山野辺の前に、なすすべもなく3連敗する。
タイトル獲得が絶望的となった三局目の帰り道、苺は、これまで自分の対局に付き添いを続けてきた宮村が癌を患っており、余命半年ほどであることを知った。それでも奇跡はあると信じ、4局目に向けた決意を固める。
4局目、山野辺は苺の予想を完全に裏切る振り飛車を展開。力戦模様となったが、苺は、雲の上の存在と感じていた山野辺が、自分の力を恐れていることを確信。封じ手を挟んだ2日目から好手を連発し、1勝を返した。
続く第5局、第6局も、弱気の山野辺に対して抜群の勝負勘を発揮し、事前研究を的中させて、3勝3敗とした。
最終局を目前にして、宮村はついに危篤状態となる。涙を拭い対局に向かった苺だったが、対局を早く終わらせ、宮村の元に向かいたい焦りから悪手を指してしまい、劣勢に立たされる。苺は粘りを見せるが、AIの評価値も、既に山野辺の勝ちが確実であることを示していた。しかし苺は、AIすら予測しなかった一手を繰り出し、山野辺に「神の一手」と言わしめて、逆転勝ち。アマチュアの中学生でありながら、竜王のタイトルを手にした。

## 登場人物
藍田 苺（あいだ いちご）
主人公。作品開始時は中学2年生（14歳）。普通の日常に鬱屈さを感じ、命懸けで何かを成し遂げたいと考えていた。宮村に将棋を教えてもらい、市内の大会に出場して以降、のめり込んでいく。アマチュア竜王戦に優勝し、プロ棋戦・竜王戦の予選出場権を獲得した。竜王戦の6組ランキング戦で優勝し、マスコミが大きく取り上げるなど将棋界に留まらず有名人となる。圭太と蒲公英が通う高校の将棋部で二人と共に切磋琢磨している。中学3年に進級後、中学の将棋部の部長となる（他に1年生の部員が3人いる）。
天才的な将棋の才能を持ち、対局した人々からは奨励会入りを勧められるが、当初は伊鶴との対戦のみを目指していていた。その後は、目の前の全員を倒したいと思うようになっている。また、奨励会の例会を見学してそこで将棋に自分の人生を賭けている奨励会員の姿を見たときに「私は将棋とともに人生を歩みたいのではなく、男女関係なく対等に競い合える将棋というゲームで勝負がしたいだけだ」と悟り、その才能を高く評価されても「プロ棋士になるつもりはない」と言い続けている。将棋界の構造や常識については全く無知であり、かつ、自分が実際に経験し納得したこと以外では上下の別を分けたり謙譲するということを知らないために、平素の言動や態度は周囲から見れば傍若無人にしか映らないため、宮村からは「メディアに対しては事前に決めておいたこと以外いっさいしゃべるな」と厳命されている。一方で、将棋そのものに対しては知識も経験も圧倒的に不足していることを強豪プロたちとの対局で自覚させられ、謙虚に技術の向上のための努力を重ねている。また、自らの強気な態度や言動を逆に利用し、不利を自覚している場合に指し手や言葉でハッタリをかます盤外戦術も駆使するが、「勝負だから」と意に介さない。
宮村 辰夫（みやむら たつお）
苺の中学の元校長。現在は引退してスクールカウンセラーの立場におり、苺に将棋を教える。苺の才能に惚れ込み、保護者の役を買って出る。穏やかな性格だが、苺が問題ある言動を行った場合は、躊躇せず頭を叩いたり頬を引っ張ったりして反省を促す。苺からは「じーさん」「じいさん」と呼ばれており、「私の師匠はじいさんだから」と言われるぐらい信頼されている。
滝沢 圭太（たきざわ けいた）
初登場時は中学3年生で、苺の中学でただ一人の将棋部員だった（その後に苺も入部した）。苺より1学年上。苺からは「タッキー」と呼ばれている。プロを目指してはいたが、過去に奨励会の入会試験に落ちたことがあった。
才能がありながら初心者のため基礎的な力がない苺を指導しつつ、自らの地力を上げていった。再度挑戦した入会試験（1級）に合格して奨励会員となる。進学した高校の将棋部で苺と蒲公英と共に切磋琢磨している。
伊鶴 航大（いづる こうだい）
棋士（八段）。苺の才能に目をかける。市内の大会の決勝戦で月子が投了した状態から指し次ぎ、苺に勝利する。
大鷹名人の弟子であり、タイトル獲得経験もある人気A級棋士。苺が参加する竜王戦決勝トーナメントでは1組優勝者として参加している。
須藤（すどう）
元奨励会員で伊鶴の友人。現在は大会運営の方面で力を発揮しており、自身も参加している。苺のマナーの悪さに説教をするが、勝負では圧倒された。
浅井 理久（あさい りく）
元奨励会員で、三段まで行ったことのある実力者。口が悪く、年上の須藤にも罵声を浴びせる。「将棋は性格が悪い奴が強い」が持論。プロ棋士編入制度を目指している。
塚原 大樹（つかはら だいき）
現在のアマチュア王将位。将棋を始めたのは18歳からで、職場の先輩から教えられた。それから将棋にのめり込み、経験を積んで地元では負け知らずとなったが、その頃にはプロにはなれない年齢となっていた。
プロ棋士編入制度で、プロになることを目指している。
アマ竜王戦では神奈川予選、本戦ともに決勝で苺に敗れる。その後竜王戦6組ランキング戦に参加、３回戦で高地に敗れたが、プロから2勝を挙げ、編入試験の受験資格を得る。
大鷹 月子（おおたか つきこ）
初登場時は14歳。名人の娘で高い棋力を持つが、父親の反対により奨励会に入れず、アマチュアの大会に出続けて、プロ棋士編入制度でプロ棋士になろうとしていた。その後、半ば父を脅す形で入会試験（1級）を受験、合格し奨励会員となる。
鴨島 凛々（かもじま りり）
アマチュア竜王戦の全国大会に出場する徳島代表選手。苺より2学年上。子供の頃から将棋にのめり込むも、周りにはすず以外で将棋を指す人が誰もおらず、すず以外とは、インターネット将棋のみで対戦を続けていた。気弱な面があり、動揺させられると棋力では下のすずに負けることがある。
自分の実力を測るために、アマチュア竜王戦に出場し、ベスト4に入りプロ棋戦・竜王戦の予選出場権を獲得した。入会試験（1級）に合格して奨励会員となる。竜王戦6組ランキング戦の1回戦では対局に遅刻しペナルティとして持ち時間を減らされたにもかかわらず勝利し、実力を見せた（この後、3回戦まで進出した）。
小松 すず（こまつ）
凛々の親友。気弱な凛々とは対照的に気は強い。アマチュア竜王戦の全国大会に出場する凛々についていくなど保護者的な役を行っている。
山野辺 彰人（やまのべ あきと）
棋士。竜王・棋王。大きな体躯にいかつい容姿、誰に対しても手を出すことを辞さない旺盛な闘争心と自分の将棋の実力についての高いプライドを併せ持ち、口を開けば歯に衣着せない毒舌混じりの舌鋒と、威圧感を絵に描いたような存在。アマチュア竜王戦の全国大会の開会式であいさつした際、将棋界の構造や序列には全く無知な苺の悪意のない野次に怒り、苺の胸ぐらを掴んだ。その後、控室に乗り込んできた苺の挑戦を受ける。守屋と口論しながら、ほとんど盤面を見ずに指したにもかかわらず圧勝した。その際は「今すぐ奨励会に入れば10年後は面白いが、そうしないなら問題外」と苺の実力を評したが、後に苺がこの段階で将棋を覚えて1ヶ月も経っていないと知ってその圧倒的な才能に気づいてからは、自ら苺の学校や自宅を訪問するなど強い興味を持つようになる。
守屋 倉市（もりや くらいち）
棋士。将棋連盟会長、棋聖。順位戦A級在籍の九段。大鷹世代の一人で大鷹、海江田とともに三帝とも呼ばれている。
大鷹 風雅（おおたか ふうが）
棋士。名人。月子の父。アマチュア竜王戦の全国大会の休憩時間に、正体を隠したまま苺と4枚落ちで勝負して負ける。アマチュア竜王戦優勝直後の苺と平手で再戦し、わずか42手で投了させる。山野辺に対しては「君がデビューしたときはこれで退屈せずに済むと思ったんだけどね」と言いながらも、名人位を明け渡すことなく防衛を続けている。苺が参加する竜王戦決勝トーナメントでは1組2位として参加している。
海江田 大河（かいえだ たいが）
棋士。王座。順位戦A級在籍の九段。大鷹世代の一人。初登場時は棋王で、特別対局室に乱入してきた苺を殴り飛ばしている。
大鷹、守屋とは小学生の将棋大会で対局して以来の付き合い。大鷹世代の中では一番デビューが遅く奨励会の年齢制限ギリギリの25歳での昇段であったが人一倍研究を続け30代になってからタイトルを獲得する。非常に研究熱心で大鷹曰く相手がナメクジでも棋戦なら研究をしてくるとのこと。大鷹世代の1人の加瀬によると、体力の衰えがある今でも並みの若手以上の時間を研究に費やしていて、若い時はその倍の時間を研究に費やしていた。苺が参加する竜王戦決勝トーナメントでは1組4位として参加している。
斎藤 蓮（さいとう れん）
棋士。王位・叡王の二冠。将棋界史上最高の才能と呼ばれる18歳の天才棋士。史上最年少の14歳3ヵ月でプロ入りし、大鷹や山野辺の最年少記録を塗り替え続けている。学校で不良から因縁をつけられても表情一つ変えずにオモチャの拳銃をつきつけて命のやり取りを迫ることで黙らせ、盤を挟んだ山野辺から突然殴りかかられても平然と拳を手で受け止めて見せる胆力を併せ持つ。前期竜王挑戦者であり、山野辺を3-0と追い詰めるもその後4連敗し竜王獲得はならなかった。関西に来た苺と公式戦の合間に対局し、60手もいかずに投了させた。苺が参加する竜王戦決勝トーナメントでは2組優勝として参加している。
水沢 蒲公英（みずさわ たんぽぽ）
初登場時は女王のタイトルを持つ女流棋士。苺より3学年上。小さい頃から将棋道場に通っており、そこで圭太と知り合っている。圭太からは「ぽぽちゃん」と呼ばれている。女王のタイトルを返上し、入会試験（1級）に合格して奨励会員となる。高校の将棋部で苺と圭太と共に切磋琢磨している。
古閑 武人（こが たけと）
棋士。順位戦B級1組在籍の七段。将棋道場で圭太と蒲公英を指導している。苺の品行に問題を感じながらも棋力を認め師匠になることを買って出るが断られる。その後は、棋士としての正規の料金（10万円）を貰って、苺と何度か指導対局を行う。苺が参加する竜王戦決勝トーナメントでは2組2位として参加している。

### 未来編のキャラクター
藍田 苺（あいだ いちご）(?)
未来編の主人公。2124年に、100年前と同じ姿で現れた。藍田苺を名乗り、この時代に倒したい相手があると言って、100年前と同様アマチュアとして竜王戦に参加して勝ち上がっていく。
寒河江 雷々（さがえ らいら）
棋士。名人、棋聖、王位の三つのタイトルを保持している。
黒田 道化師（くろだ ジョーカー）
棋士。竜王、王将、棋王、王座、叡王の五つのタイトルを保持している。
志水 大器（しみず たいき）
棋士。永世八冠。将棋連盟会長。
ヨハン・レイ・ハワード
テクノロジー企業BirdのCEO。
濱野 大（はまの ビッグ）
「恐るべき子どもたち」と呼ばれる最年少クラスの一人。
姉ヶ崎 ベリ子（あねがさき べりこ）
「恐るべき子どもたち」の一人。
川嶋 蘭々（かわしま らら）
「恐るべき子どもたち」の一人。鴨島 凛々の子孫。
森田 汐恩（もりた しおん）
「恐るべき子どもたち」の一人。苺が竜王位を獲得後、苺と斎藤連と鎬を削ったとされる森田大地の曽孫。
丹生 アッコ（にぶ あっこ）
「恐るべき子どもたち」の一人。奨励会3段。
山野辺 ミク（やまのべ みく）
「恐るべき子どもたち」の一人。山野辺彰人の曽孫。
斎藤 高貴な花（さいとう フルールノーブル）
「恐るべき子どもたち」の一人で、その筆頭格。斎藤蓮の曽孫。14歳でプロ棋士になった。
佐久 千華（さく ちか）
四段。本人は病気で昏睡状態にあり、将棋連盟の認めた3Dホロソフトによるアバターが活動している。初登場時25歳だが、アバターの外見は子供。小学3年生のまだ体が動くときに当時中学生の西田と知り合った。当時既にプロ入りを目指していて、西田にもプロになることを勧めた。
西田 翠（にしだ すい）
佐久の知己で、自身もアバターによりネットワーク上で佐久とコミュニケーションを取り、行動を共にしている。毎日を怠惰に過ごしていたときに佐久と出会い、その将棋に邁進する姿に惹かれた。佐久の対局のときはプロ棋士の立会人が必要なため、自分が立会人を務められるようにプロ入りを目指すことにした。
今井 純一（いまい じゅんいち）
将棋連盟の職員。宮村の子孫。陰ながら、藍田苺(?)に様々なアドバイスをしている。

## 書誌情報
- 柳本光晴『龍と苺』小学館〈少年サンデーコミックス〉、既刊21巻（2025年6月18日現在）
  1. 2020年8月18日発売[2]、ISBN 978-4-09-850169-4
  2. 2020年11月18日発売[3]、ISBN 978-4-09-850280-6
  3. 2021年3月17日発売[4]、ISBN 978-4-09-850391-9
  4. 2021年6月17日発売[5]、ISBN 978-4-09-850536-4
  5. 2021年9月17日発売[6]、ISBN 978-4-09-850651-4
  6. 2021年12月17日発売[7]、ISBN 978-4-09-850739-9
  7. 2022年3月17日発売[8]、ISBN 978-4-09-850877-8
  8. 2022年6月17日発売[9]、ISBN 978-4-09-851149-5
  9. 2022年9月15日発売[10]、ISBN 978-4-09-851261-4
  10. 2022年12月16日発売[11]、ISBN 978-4-09-851477-9
  11. 2023年3月16日発売[12]、ISBN 978-4-09-851769-5
  12. 2023年6月16日発売[13]、ISBN 978-4-09-852124-1
  13. 2023年9月15日発売[14]、ISBN 978-4-09-852842-4
  14. 2023年12月18日発売[15]、ISBN 978-4-09-853049-6
  15. 2024年3月18日発売[16]、ISBN 978-4-09-853178-3
  16. 2024年6月18日発売[17]、ISBN 978-4-09-853377-0
  17. 2024年8月17日発売[18]、ISBN 978-4-09-853546-0
  18. 2024年11月18日発売[19]、ISBN 978-4-09-853680-1
  19. 2025年2月18日発売[20]、ISBN 978-4-09-854010-5
  20. 2025年3月18日発売[21]、ISBN 978-4-09-854019-8
  21. 2025年6月18日発売[22]、ISBN 978-4-09-854150-8